# Lisandro López
Lisandro «Licha» López (Rafael Obligado, 2 de marzo de 1983) es un exfutbolista argentino que se desempeñaba como delantero y su último equipo fue Sarmiento de Junín de la Liga Profesional Argentina. Es considerado uno de los grandes ídolos de Racing Club.
Comenzó su carrera en Racing Club y se transformó en el goleador del equipo a su corta edad. Fue el máximo anotador del Torneo Apertura 2004 de Argentina. 
Fue transferido al Fútbol Club Oporto de Portugal en 2005. Allí ganó sus primeros títulos. Se consagró campeón junto a su equipo con un total de 4 campeonatos consecutivos y 3 copas nacionales. 
Sus actuaciones notables lo catapultaron al club francés Olympique de Lyon en 2009, en donde es recordado por haber sido parte del equipo que ganó la Copa de Francia 2011-12 y la Supercopa 2012.
Entre 2013 y 2015 tuvo un paso por el Al-Gharafa Sports Club de Catar y el Sport Club Internacional de Brasil. 
En 2016 regresó a Racing Club para tomar el rol de referente y, posteriormente, capitán. Allí logró consagrarse campeón de la Superliga 2018-19, siendo goleador del certamen, y el Trofeo de Campeones 2019.
En 2021 tuvo una corta estadía por Estados Unidos y jugó para el Atlanta United Football Club. Regresó a jugar con Racing a los 6 meses, pero decidió irse por problemas personales. En 2022 ficha por Sarmiento de Junín club en el permaneció hasta 2024, donde finalmente pondría fin a su carrera profesional a los 41 años.

## Trayectoria

### Racing Club
Surgió en el club Newbery, de Rojas, luego continuó en las inferiores de Racing Club cuando el coordinador de talentos del club de Avellaneda lo viera jugar y lo fichara. Debutó a los 20 años el 14 de junio de 2003. Fue el máximo goleador del Torneo Apertura 2004 con 12 tantos, siendo así el primer jugador del club en conseguir este logro desde 1969.
Lisandro fue transferido en abril de 2005 al Porto después de pelear el título del Torneo Clausura 2005 hasta las últimas jornadas y terminando en el tercer puesto. Durante sus tres años en la institución académica marcó un total de 26 goles en partidos oficiales, su traspaso fue muy lamentado por los hinchas académicos que disfrutaban de su ascendente carrera.

### FC Porto
El salto a Europa para jugar en el FC Porto significó la friolera de 2,3 millones de euros, llegando Licha junto a su compatriota Lucho González. Su agente y la empresa Río de Servicios de Fútbol mantuvieron el 50% de los derechos del jugador. En su primera temporada en Portugal marcó 7 goles en 26 partidos y su equipo ganó la Primeira Liga y la Copa de Portugal. López repitió esa cifra en la campaña siguiente y también marcó goles ante el Rangers en la Liga de Campeones 2005-06 (empate a 1 en casa), además de 2 goles contra el Hamburgo (también en Liga de Campeones de la UEFA, pero en la temporada siguiente), victoria 4-1.
Con el Oporto lograría obtener cuatro ligas consecutivas, al repetir el título en 2007, 2008 y 2009. En 2007-08, el Oporto se coronó campeón de liga por tercera vez consecutiva, Lisandro fue el máximo goleador de la competición, marcando 24 goles en 27 partidos (sumando las tres de la Liga de Campeones de la temporada). El 20 de abril de 2008, metió un doblete en la victoria por 2-0 ante el Benfica. En la mitad de la temporada, el equipo portugués rechazó una oferta del Zenit de San Petersburgo, que finalmente compraron los derechos restantes económicos del jugador, por € 4,4 millones.
Lisandro marcó 10 goles en la temporada 2008-09 y terminó en cuarto lugar en la lista de máximos goleadores en la Liga de Campeones con 6, por detrás de Lionel Messi, Steven Gerrard y Miroslav Klose. El Oporto concluyó la campaña con la conquista de la Copa de Portugal, marcando Lisandro el único gol del partido en la victoria ante el Paços de Ferreira.

### Olympique de Lyon

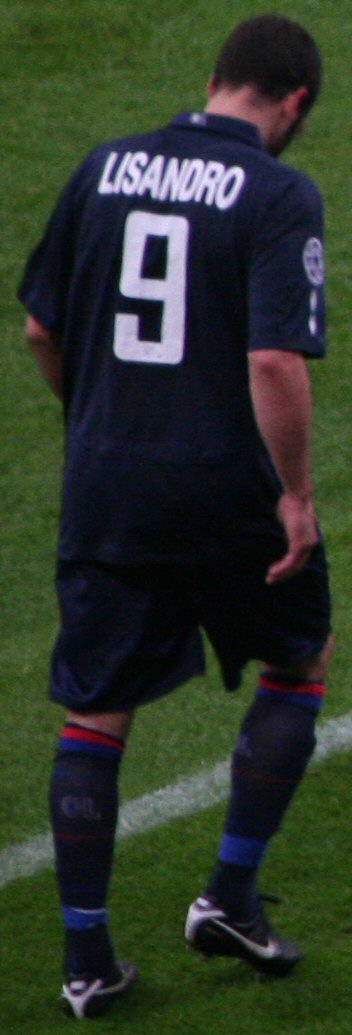

Después de la venta de Karim Benzema al Real Madrid en el verano de 2009, Lisandro lo reemplazó en el Olympique de Lyon por un coste de € 24 millones más € 4 millones en variables. El 8 de agosto, en su debut en la Ligue 1 marcó en el último minuto, de falta contra el Le Mans, para empatar el partido a 2. Consiguió un triplete ante el Anderlecht en la vuelta de la eliminatoria de Champions, global de 8-2.
El 4 de noviembre de 2009, en la fase de grupos de la Champions, Lisandro marcó un gol decisivo ante el Liverpool para asegurar la clasificación a octavos de final. Cuatro días más tarde, marcó 2 goles en tres minutos en el empate a 5 contra el Olympique de Marsella. Luego hizo un memorable triplete contra el Lille, después perder 3-1 en el descanso, para darle la vuelta el partido y ganar 4-3, siendo el héroe del Lyon.
El 30 de marzo de 2010, Lisandro marcó 2 goles en la victoria por 3-1 ante el Girondins en cuartos de final de Champions (global 3-2). Continuó esta buena forma con un gol en el 2-1 del Lyon, victoria a domicilio ante el Rennes cuatro días después.
En la última jornada de la temporada, marcó un gol la victoria por 2-0 ante el Le Mans. Ese resultado que colocaba al Lyon segundo en la tabla,  le dio la clasificación directa a la Liga de Campeones. El 9 de mayo de 2010 fue nombrado Futbolista del Año de la Ligue 1.
El 2 de octubre de 2010, López marcó un gol en la victoria 3-2 del Lyon en Nancy. Hizo dos más ante el Lille el 9 de octubre y el 20 de octubre volvió a marcar ante el Benfica en la victoria 2-0 en la fase de grupos de la Champions.
Después de un período de un mes sin anotar, Lisandro se reencuentra con el gol en el último minuto del partido en la victoria 3-1 contra el Lens. Marcó un doblete en la victoria 2-1 ante el Montpellier. Tres días más tarde, el 7 de diciembre, el Lyon necesitaba un punto para pasar a octavos de final de la Champions y empató a 2 en Tel Aviv contra el Hapoel, con un gol de Lisandro en el minuto 62.
Lisandro volvió a marcar en el siguiente partido de los lionese en la victoria por 2-0 contra el Toulouse. También encontró la red en el siguiente partido, en el empate a 1 ante el vigente campeón, el Olympique de Marsella.
El 6 de marzo de 2011, Lisandro marcó un triplete en la goleada 5-0 contra el Aviñón. En la jornada 27 abrió el marcador en la victoria 2-0 ante el Sochaux. En el siguiente encuentro marcó a los 90 minutos en la victoria 3-0 sobre el Lens y encontró la red en los siguientes partidos en casa dos victorias (ambas 3-2), contra Montpellier y Marsella, con el Lyon finalizando en tercera posición. En la última jornada marcó un gol en el triunfo 2-0 sobre el Mónaco, condenándolo al descenso por primera vez en 35 años.
Lisandro comenzó la campaña 2011-12 en buena forma, anotando en los primeros dos partidos del Lyon, victoria por 3-1 ante el Niza. El siguiente fin de semana, contra el recién ascendido Ajaccio, estrelló el balón en el poste dos veces y tuvo varios tiros parados por Guillermo Ochoa, pero al final marcó el 1-1 con un cabezazo en el minuto 83.
El 8 de enero de 2012, Lisandro consiguió un triplete en la victoria 3-1 ante el AS Lyon Duchère de la Ligue 2 en la Copa de Francia. Tres días más tarde, marcó el gol ganador en el 2-1 ante el Lille, en el minuto 64. El día 22, en su partido número 100 con el Lyon, marcó un gol contra el Vendée Luçon Fútbol en Copa. Luego tuvo un período de lesiones.
El 28 de abril de 2012, López contribuyó a la victoria del Lyon en la final de la Copa francesa, marcando el único gol del partido contra el U.S. Quevilly. Pero su nivel no fue el mismo a lo largo del 2012.

### Al-Gharafa
A mediados del año 2013 fue transferido al fútbol de Catar incorporándose a las filas del Al-Gharafa.
En sus dos temporadas con el club anotó 20 goles en 40 partidos jugados.
En febrero del 2015 rescindió su contrato con el club catarí.

### SC Internacional de Porto Alegre
En febrero de 2015 fue fichado por el Internacional y pasó a ser uno de los flamantes refuerzos del Colorado. En su única temporada en el club brasileño jugaría 39 partidos y marcaría 10 goles y repartiría 4 asistencias, su equipo llegaría a las semifinales de la Copa Libertadores en ese año. Obtendría el Campeonato Gaucho, siendo uno de los puntos altos del equipo.

### Regreso a Racing

#### Temporada 2016
El 9 de diciembre de 2015 firmó su vuelta al club que lo vio nacer, Racing. En su vuelta luego de 11 años convirtió de chilena su primer gol oficial para La Academia de manera agónica en el clásico frente a Independiente para sellar el 1-1. El 24 de febrero de 2016 convierte su segundo gol frente a Bolívar de Bolivia por la Copa Libertadores 2016. Volvió a anotar en la victoria por goleada 6-3 a favor de Racing frente a Unión de Santa Fe. Su cuarto gol fue en el empate 2-2 frente a Deportivo Cali por la Copa Libertadores 2016, luego de un pase de Oscar Romero.
El 21 de marzo de 2016 marcó un doblete en la goleada por 6-3 ante Atlético Rafaela.
Marcó otro gol frente a Deportivo Cali en fase de grupos de la Copa Libertadores, donde Racing clasificó segundo detrás de Boca Juniors. Marcó un gol en octavos ante Atlético Mineiro que daría un resultado global de 2-1 en contra, quedando así eliminado Racing de la Copa Libertadores 2016. Finalizó la participación de Licha en el torneo local con 4 tantos, siendo el goleador del equipo junto con Gustavo Bou, Roger Martínez y Óscar Romero.

#### Temporada 2016-17
En el comienzo de la Temporada 2016-17 el 22 de agosto de 2016 marca de penal su décimo gol ante Olimpo de Bahía Blanca en la victoria por 2-1. Luego marca otro gol ante Vélez Sarsfield en la goleada por 3-0 a favor de Racing. En la fecha 5 marca un golazo de tijera ante Patronato en la victoria por 2-0. El 27 de noviembre convirtió dos goles en el Clásico de Avellaneda en la victoria por 3-0. 
A fines del 2017, su exclusión por parte del técnico Diego Cocca causó polémica: según el pensamiento del entrenador, Lautaro Martínez rendía mejor sin el capitán como compañero de ataque. Los principales dirigentes de la Academia le impusieron al cuerpo técnico la titularidad del capitán y símbolo del club en el Clásico de Avellaneda, algo que jamás hicieron en ninguno de los ciclos del DT. Varios compañeros del Licha, en especial Sergio Vittor, pidieron públicamente la presencia de Lisandro y fueron en contra del pensamiento de Diego Cocca, en una clara muestra de la falta de armonía. Previsiblemente, Racing perdió 1-0 con Independiente y Cocca dejó el equipo, volviendo López a ser capitán.

#### Temporada 2018-19

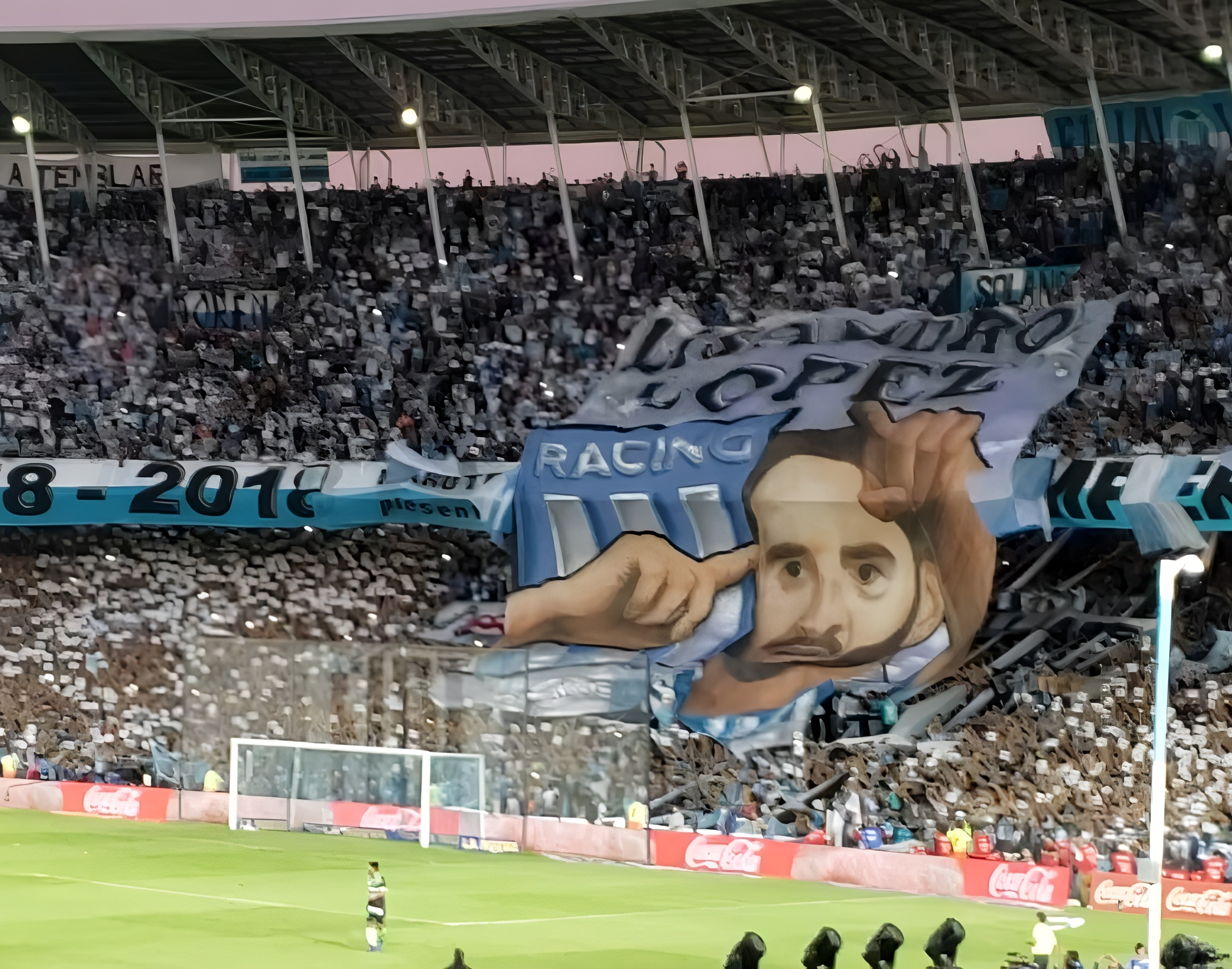
La hinchada del Racing Club despliega un telón en conmemoración a Lisandro López.

Lisandro empezó de buena manera el torneo, marcando frente a Atlético Tucumán en el empate 2-2 jugado en el Monumental José  Fierro. Ante Vélez Sarsfield anota el gol inicial del partido luego de un excelente pase de su compañero de dupla Gustavo Bou, en la victoria 2-0 de Racing. Volvió a marcar frente a Rosario Central en la victoria 2-0 en el Cilindro, pidiendo disculpas ya que una semana antes el equipo había quedado fuera de la Copa Libertadores y poniendo en duda su continuidad después de diciembre. Sin embargo el equipo empezó a mejorar y Licha aumentó notablemente su nivel, anotando nuevamente frente a Argentinos Juniors de penal y consolidándose como referente del equipo. Frente a Boca Juniors convirtió los 2 goles en el empate 2-2 ante el Xeneixe. Por la fecha 10 de la Superliga 2018/2019 volvió a anotar frente a San Lorenzo de Almagro a los 15 segundos del segundo tiempo empatando (luego de una asistencia casual por parte de Gustavo Bou) el partido en lo que sería luego la victoria de "La Academia" por 2-1 siendo figura del partido. Ante Gimnasia y Esgrima de la Plata marca un doblete, el primero luego de una excelente habilitación de Iván Pillud a "Licha" que marcó el 2-0, mientras que el segundo gol lo marcó de penal sellando la goleada de Racing sobre el Lobo Platense por 3-0. En la fecha 14 anotó por tercera vez un doblete, esta vez frente a Talleres de Córdoba, primero marcando de penal ante el arquero Guido Herrera y el segundo llegó luego de una excelente jugada colectiva en donde selló la goleada por 3-1. Por la fecha 15 anotó el solitario gol de Racing. Su víctima fue esta vez San Martín de San Juan, luego de anticiparse al defensor y al arquero Luis Ardente, dejando a Racing en lo más alto de la tabla con 36 puntos y transformándose, una vez más, como líder y figura de "La Academia".
En la reanudación del campeonato, fue el encargado de anotar el segundo gol de Racing frente a Aldosivi por la fecha 16 en la victoria 3-1 además de quedar como único goleador del campeonato y ubicó  a Racing como puntero del campeonato. Anotó el segundo gol (otra vez de penal) ante Huracán de Parque Patricios. La victoria 3-1 de Racing, amplió su cuota goleadora del torneo, llegando a los 15 goles. Luego de una semana agitada (derrota con River Plate, más el problema interno en el club entre el jugador Ricardo Centurión y el técnico, Eduardo Coudet) volvió a marcar ante Godoy Cruz, abriendo el partido en la goleada 3-0, después de un excelente pase de su compañero de dupla, Darío Cvitanich. Su mejor partido sería ante Club Atlético Independiente, el clásico rival, donde sería la figura en la victoria 3 a 1 en el Estadio Libertadores de América. Convirtió un gol (el segundo del clásico de Avellaneda, de penal) y asistió a Matías Zaracho en el tercero. Su partido fue extraordinario ya que colaboraba en defensa y junto con la experiencia de Europa, siguió cargando en sus hombros al equipo. 
Por la fecha 23, anotó en solitario frente a Belgrano de Córdoba en la victoria 1-0 para que su equipo siguiera estirando la ventaja y siendo figura del partido y del campeonato. El 31 de marzo de 2019, luego de 3 años de su retorno, logra salir campeón del fútbol argentino con "La Academia" luego de 4 años y tres meses sin títulos para el club y logrando el objetivo que se había puesto al volver. Sin duda alguna, a sus 36 años, su gran sacrificio dentro de la cancha al defender y su eficacia y exquisitez para la parte ofensiva del equipo, hicieron que la hinchada lo termine de idolatrar. Como agregado, cabe mencionar que se convirtió en el jugador de mayor edad en la historia del Fútbol Argentino, en salir goleador de campeonato.
Posteriormente fue galardonado por primera vez por la Superliga Argentina de Fútbol, como Mejor Delantero, Goleador y Mejor Jugador, e integrante del "Once Ideal".

#### Temporada 2019-20
Frente a Tigre, por la Copa de la Superliga 2019 marca el primer gol en la victoria 2 a 1 de Racing, sin embargo el equipo de "Licha" quedaría eliminado al perder 2 a 0 en la ida, llegando hasta cuartos de final. Por el nuevo campeonato anotó su primer gol luego de 5 fechas de sequía, ante Godoy Cruz, de tiro penal, marcando el 2 a 1 parcial en lo que sería victoria racinguista sobre el "Tomba" por 3-1. Volvió a anotar en la siguiente fecha, convirtiendo el segundo gol que le daría la victoria a Racing frente a Arsenal de Sarandí por 2-1. Vuelve a anotar en la siguiente fecha el empate 1-1 frente a Rosario Central en el Gigante de Arroyito que significó el gol del empate de Racing y a su vez, del partido. 
Fue el encargado de anotar el segundo gol del partido (de penal) frente a Aldosivi, resultado final (2-0) en favor del equipo de Avellaneda. Ante Talleres de Córdoba asiste a Jonatan Cristaldo para que estampara el 3-3 que sería el resultado final del partido.
El 14 de diciembre de 2019, se consagra campeón del Trofeo de Campeones de la Superliga 2018-19, obteniendo el segundo título en el club.

#### Temporada 2020
Este año estuvo marcado por un hecho mundial, la pandemia por coronavirus que hizo suspender todas las actividades deportivas, una vez que se autorizó el regreso del fútbol, Lisandro estuvo con una sequía goleadora aunque tuvo aportaciones de importancia en el ataque, asistiendo a Lorenzo Melgarejo en la victoria por 2 a 1 frente a Estudiantes de Mérida por la Copa Libertadores 2020. También su sequía se debió a que estaba dedicado a la tarea de organizar al equipo que dirigía por ese entonces Sebastián Beccacece.

#### Temporada 2021
El 9 de enero de 2021, Licha volvería al gol después de 25 partidos (462 días para ser más exactos), al anotar un gol frente a Newell's Old Boys de Rosario estampando así la victoria por 3-1 en un partido correspondiente por la fecha 5 de la Copa Diego Armando Maradona. El 19 de enero de 2021, anuncia su salida del club luego de 5 años en el club que lo vio nacer y donde obtuvo el bicampeonato (Torneo y Copa nacional) luego de más de 50 años.

### Atlanta United
"El capitán", uno de los últimos ídolos vigentes de Racing, jugó en el Atlanta United de la MLS, el equipo que dirigía Gabriel Heinze. Su idea era radicarse en Estados Unidos. El propio delantero, lo anunció el martes 19 de enero del 2021 a las 12.30 en una conferencia de prensa que se llevó a cabo en el Recinto de Honor.
Sin embargo, el 18 de mayo Licha, afectado por un problema personal, rescindió su contrato con el Atlanta United y volvería a la brevedad a la Argentina. El delantero disputó cuatro encuentros (tres como titular) pero el fallecimiento de su padre, Miguel Ángel López, hizo que se replantee su futuro.

### Tercer ciclo en Racing
El delantero emblema de La Academia acordó la vuelta al club de sus amores, tras su fugaz paso en la MLS. El día martes 15 de junio de 2021 se reuniría con los directivos de la Academia, para arreglar su contrato, que en principio sería de seis meses -con opción por seis meses más- hasta fin de año, con el objetivo de pelear el campeonato y la Copa Libertadores.
Se reestrenaría con la camiseta de Racing frente a Gimnasia y Esgrima de La Plata, en un empate 0-0. Volvería a convertir un gol después de su paso por Estados Unidos ante Talleres de Córdoba, de penal, en la derrota por 2 a 1. Anotaría nuevamente en la Copa Argentina, en el empate 3 a 3 contra Godoy Cruz Antonio Tomba por los Octavos de final, donde su equipo quedaría eliminado por penales. Su segundo gol en el campeonato sería frente a Patronato de Paraná, abriendo el marcador en lo que sería victoria de Racing por 2-1. Ante Colón de Santa Fe erraría un penal en la derrota 2-1 de su equipo. Dos fechas más tarde, anotaría su cuarto gol en esta etapa frente al Club Atlético Lanús en la victoria por 3-1. En dicho partido, declararía que serían sus últimos partidos en Racing.
El sábado 11 de diciembre de 2021 jugaría su último partido (junto a Darío Cvitanich e Ignacio Piatti) en el club frente a Godoy Cruz, donde salió a los 15 minutos reemplazado por Javier Correa en la victoria 2-1 de su equipo clasificando a la Copa Sudamericana 2022.

### Sarmiento de Junín
El 20 de diciembre de 2021 es anunciado en el club como nuevo jugador del Club Atlético Sarmiento para continuar ligado al fútbol y para estar más cerca de su familia. En su primer partido, contra Atlético Tucumán, marca su primer gol en el equipo de Junín. Su equipo saldría victorioso por 1 a 0. El 11 de junio de 2022 hizo el único gol de la ajustada victoria de Sarmiento frente a Argentinos Juniors, cortando una sequía de 5 partidos sin ganar. En el 2022 terminaría jugando 36 partidos marcando 9 goles y asistiendo 2 veces, siendo el segundo goleador del equipo.
En el 2023, debido a lesiones y suspensiones por acumulación de tarjetas amarillas solo jugaría 26 partidos y anotaría tan solo 3 goles.
En el 2024, empezaría de buena manera anotando 2 goles en el torneo en sus primeros 9 partidos. Marcaría un récord con el equipo de Junín, al ser el jugador con más edad en anotar en la Primera División de Argentina en la victoria de Sarmiento 3 a 1 frente a Estudiantes de La Plata (41 años).

## Selección nacional
Ha sido internacional con la Selección de Argentina en 7 ocasiones anotando 1 gol.
| Selección Nacional | Selección Nacional   | Selección Nacional | Selección Nacional | Selección Nacional | Selección Nacional | Selección Nacional | Selección Nacional | Selección Nacional |
| #                  | Fecha                | Lugar              | Local              | Resultado          | Visitante          | Competición        | Goles              |                    |
| ------------------ | -------------------- | ------------------ | ------------------ | ------------------ | ------------------ | ------------------ | ------------------ | ------------------ |
| 1.                 | 9 de marzo de 2005   | Los Ángeles        | Argentina          | 1–1                | México             | Amistoso           | -                  |                    |
| 2.                 | 17 de agosto de 2005 | Budapest           | Hungría            | 1–2                | Argentina          | Amistoso           | -                  |                    |
| 3.                 | 26 de marzo de 2008  | El Cairo           | Egipto             | 0–2                | Argentina          | Amistoso           | -                  |                    |
| 4.                 | 4 de junio de 2008   | San Diego          | Argentina          | 4–1                | México             | Amistoso           | -                  |                    |
| 5.                 | 8 de junio de 2008   | Nueva York         | Estados Unidos     | 0–0                | Argentina          | Amistoso           | -                  |                    |
| 6.                 | 20 de agosto de 2008 | Minsk              | Bielorrusia        | 0–0                | Argentina          | Amistoso           | -                  |                    |
| 7.                 | 12 de agosto de 2009 | Moscú              | Rusia              | 2–3                | Argentina          | Amistoso           | 1                  |                    |

## Estadísticas

### Clubes
| Club                          | Div.                | Temporada           | Liga  | Liga  | Liga   | Estatal | Estatal | Estatal | Copas nacionales | Copas nacionales | Copas nacionales | Torneos internacionales | Torneos internacionales | Torneos internacionales | Total | Total | Total  | Media goleadora |
| Club                          | Div.                | Temporada           | Part. | Goles | Asist. | Part.   | Goles   | Asist.  | Part.            | Goles            | Asist.           | Part.                   | Goles                   | Asist.                  | Part. | Goles | Asist. | Media goleadora |
| ----------------------------- | ------------------- | ------------------- | ----- | ----- | ------ | ------- | ------- | ------- | ---------------- | ---------------- | ---------------- | ----------------------- | ----------------------- | ----------------------- | ----- | ----- | ------ | --------------- |
| Racing Club Argentina         | 1.ª                 | 2003                | 3     | 0     | 0      | —       | —       | —       | —                | —                | —                | —                       | —                       | —                       | 3     | 0     | 0      | 0               |
| Racing Club Argentina         | 1.ª                 | 2003-04             | 31    | 8     | 8      | —       | —       | —       | —                | —                | —                | —                       | —                       | —                       | 31    | 8     | 8      | 0.26            |
| Racing Club Argentina         | 1.ª                 | 2004-05             | 37    | 18    | 8      | —       | —       | —       | —                | —                | —                | —                       | —                       | —                       | 37    | 18    | 8      | 0.49            |
| Racing Club Argentina         | Total 1.ª etapa     | Total 1.ª etapa     | 71    | 26    | 16     | 0       | 0       | 0       | 0                | 0                | 0                | 0                       | 0                       | 0                       | 71    | 26    | 16     | 0.37            |
| FC Porto Portugal             | 1.ª                 | 2005-06             | 26    | 7     | 2      | —       | —       | —       | 2                | 0                | 0                | 2                       | 1                       | 0                       | 30    | 8     | 2      | 0.27            |
| FC Porto Portugal             | 1.ª                 | 2006-07             | 25    | 8     | 2      | —       | —       | —       | 2                | 0                | 0                | 8                       | 3                       | 2                       | 35    | 11    | 4      | 0.31            |
| FC Porto Portugal             | 1.ª                 | 2007-08             | 27    | 24    | 1      | —       | —       | —       | 6                | 0                | 1                | 8                       | 3                       | 2                       | 41    | 27    | 4      | 0.66            |
| FC Porto Portugal             | 1.ª                 | 2008-09             | 28    | 10    | 11     | —       | —       | —       | 6                | 1                | 1                | 10                      | 6                       | 2                       | 44    | 17    | 14     | 0.39            |
| FC Porto Portugal             | Total club          | Total club          | 106   | 49    | 16     | 0       | 0       | 0       | 16               | 1                | 2                | 28                      | 13                      | 6                       | 150   | 63    | 24     | 0.42            |
| Olympique de Lyon Francia     | 1.ª                 | 2009-10             | 33    | 15    | 6      | —       | —       | —       | 4                | 2                | 0                | 12                      | 7                       | 2                       | 49    | 24    | 8      | 0.49            |
| Olympique de Lyon Francia     | 1.ª                 | 2010-11             | 27    | 17    | 6      | —       | —       | —       | 3                | 0                | 0                | 5                       | 2                       | 1                       | 35    | 19    | 7      | 0.54            |
| Olympique de Lyon Francia     | 1.ª                 | 2011-12             | 28    | 16    | 1      | —       | —       | —       | 9                | 8                | 0                | 6                       | 1                       | 1                       | 43    | 25    | 2      | 0.58            |
| Olympique de Lyon Francia     | 1.ª                 | 2012-13             | 31    | 11    | 4      | —       | —       | —       | 2                | 1                | 1                | 6                       | 2                       | 1                       | 39    | 14    | 6      | 0.36            |
| Olympique de Lyon Francia     | 1.ª                 | 2013                | —     | —     | —      | —       | —       | —       | —                | —                | —                | 2                       | 0                       | 1                       | 2     | 0     | 1      | 0               |
| Olympique de Lyon Francia     | Total club          | Total club          | 119   | 59    | 17     | 0       | 0       | 0       | 18               | 11               | 1                | 31                      | 12                      | 7                       | 168   | 82    | 24     | 0.49            |
| Al-Gharafa SC Catar           | 1.ª                 | 2013-14             | 23    | 9     | 0      | —       | —       | —       | 8                | 2                | 0                | —                       | —                       | —                       | 31    | 11    | 0      | 0.35            |
| Al-Gharafa SC Catar           | 1.ª                 | 2014-15             | 17    | 4     | 0      | —       | —       | —       | —                | —                | —                | —                       | —                       | —                       | 17    | 4     | 0      | 0.24            |
| Al-Gharafa SC Catar           | Total club          | Total club          | 40    | 13    | 0      | 0       | 0       | 0       | 8                | 2                | 0                | 0                       | 0                       | 0                       | 48    | 15    | 0      | 0.31            |
| SC Internacional · Brasil     | 1.ª                 | 2015                | 24    | 4     | 3      | 7       | 2       | 0       | 2                | 1                | 0                | 6                       | 3                       | 1                       | 39    | 10    | 4      | 0.26            |
| Racing Club Argentina         | 1.ª                 | 2016                | 12    | 4     | 1      | —       | —       | —       | 3                | 2                | 1                | 9                       | 4                       | 2                       | 24    | 10    | 4      | 0.42            |
| Racing Club Argentina         | 1.ª                 | 2016-17             | 19    | 7     | 2      | —       | —       | —       | 2                | 1                | 0                | 6                       | 0                       | 1                       | 27    | 8     | 3      | 0.3             |
| Racing Club Argentina         | 1.ª                 | 2017-18             | 20    | 7     | 1      | —       | —       | —       | 1                | 0                | 0                | 7                       | 1                       | 2                       | 28    | 8     | 3      | 0.29            |
| Racing Club Argentina         | 1.ª                 | 2018-19             | 24    | 17    | 1      | —       | —       | —       | 3                | 1                | 0                | 1                       | 0                       | 0                       | 28    | 18    | 1      | 0.64            |
| Racing Club Argentina         | 1.ª                 | 2019-20             | 20    | 4     | 1      | —       | —       | —       | 1                | 0                | 0                | 2                       | 0                       | 0                       | 23    | 4     | 1      | 0.17            |
| Racing Club Argentina         | 1.ª                 | 2020                | —     | —     | —      | —       | —       | —       | 6                | 1                | 1                | 6                       | 0                       | 1                       | 12    | 1     | 2      | 0.08            |
| Racing Club Argentina         | Total 2.ª etapa     | Total 2.ª etapa     | 95    | 39    | 6      | 0       | 0       | 0       | 16               | 5                | 2                | 31                      | 5                       | 6                       | 142   | 49    | 14     | 0.35            |
| Atlanta United Estados Unidos | 1.ª                 | 2021                | 2     | 0     | 0      | —       | —       | —       | —                | —                | —                | 2                       | 0                       | 0                       | 4     | 0     | 0      | 0               |
| Racing Club Argentina         | 1.ª                 | 2021                | 18    | 3     | 1      | —       | —       | —       | 1                | 1                | 0                | —                       | —                       | —                       | 19    | 4     | 1      | 0.21            |
| Racing Club Argentina         | Total club          | Total club          | 184   | 68    | 23     | 0       | 0       | 0       | 17               | 6                | 2                | 31                      | 5                       | 6                       | 232   | 79    | 31     | 0.34            |
| Sarmiento de Junín Argentina  | 1.ª                 | 2022                | 23    | 6     | 0      | —       | —       | —       | 12               | 1                | 2                | —                       | —                       | —                       | 35    | 7     | 2      | 0.2             |
| Sarmiento de Junín Argentina  | 1.ª                 | 2023                | 22    | 2     | 1      | —       | —       | —       | 5                | 0                | 0                | —                       | —                       | —                       | 27    | 2     | 1      | 0.07            |
| Sarmiento de Junín Argentina  | 1.ª                 | 2024                | 20    | 1     | 0      | —       | —       | —       | 12               | 2                | 1                | —                       | —                       | —                       | 32    | 3     | 1      | 0.09            |
| Sarmiento de Junín Argentina  | Total club          | Total club          | 65    | 9     | 1      | 0       | 0       | 0       | 29               | 3                | 3                | 0                       | 0                       | 0                       | 94    | 12    | 4      | 0.15            |
| Total en su carrera           | Total en su carrera | Total en su carrera | 528   | 202   | 60     | 7       | 2       | 0       | 90               | 24               | 8                | 98                      | 33                      | 20                      | 723   | 261   | 88     | 0.36            |
| 1. 2. 3. 4.                   |                     |                     |       |       |        |         |         |         |                  |                  |                  |                         |                         |                         |       |       |        |                 |

### Goles internacionales
| 1.  | 23 de noviembre de 2005  | Estadio del Dragón, Oporto, Portugal             | Porto - Rangers                        | 1–0 | 1-1 | Champions League  |
| 2.  | 17 de octubre de 2006    | Estadio del Dragón, Oporto, Portugal             | Porto - Hamburgo S.V.                  | 1–0 | 4–1 | Champions League  |
| 3.  | 17 de octubre de 2006    | Estadio del Dragón, Oporto, Portugal             | Porto - Hamburgo S.V.                  | 4–0 | 4–1 | Champions League  |
| 4.  | 1 de noviembre de 2006   | Imtech Arena, Hamburgo, Alemania                 | Hamburgo S.V. - Porto                  | 0–2 | 1–3 | Champions League  |
| 5.  | 6 de noviembre de 2007   | Estadio del Dragón, Oporto, Portugal             | Porto - Olympique de Marsella          | 2–1 | 2–1 | Champions League  |
| 6.  | 28 de noviembre de 2007  | Anfield, Liverpool, Inglaterra                   | Liverpool - Porto                      | 1–1 | 4–1 | Champions League  |
| 7.  | 5 de marzo de 2008       | Estadio del Dragón, Oporto, Portugal             | Porto - Schalke 04                     | 1–0 | 1–0 | Champions League  |
| 8.  | 17 de septiembre de 2008 | Estadio del Dragón, Oporto, Portugal             | Porto - Fenerbahce                     | 1–0 | 3–1 | Champions League  |
| 9.  | 25 de noviembre de 2008  | Estadio Sükrü Saracoglu, Estambul, Turquía       | Fenerbahce - Porto                     | 0–1 | 1–2 | Champions League  |
| 10. | 25 de noviembre de 2008  | Estadio Sükrü Saracoglu, Estambul, Turquía       | Fenerbahce - Porto                     | 0–2 | 1–2 | Champions League  |
| 11. | 10 de diciembre de 2008  | Estadio del Dragón, Oporto, Portugal             | Porto - Arsenal                        | 2–0 | 2–0 | Champions League  |
| 12. | 24 de febrero de 2009    | Estadio Vicente Calderón, Madrid, España         | Atlético de Madrid - Porto             | 1–1 | 2–2 | Champions League  |
| 13. | 24 de febrero de 2009    | Estadio Vicente Calderón, Madrid, España         | Atlético de Madrid - Porto             | 2–2 | 2–2 | Champions League  |
| 14. | 19 de agosto de 2009     | Estadio Gerland, Lyon, Francia                   | Olympique de Lyon - R.S.C. Anderlecht  | 2–0 | 5–1 | Champions League  |
| 15. | 25 de agosto de 2009     | Estadio Constant Vanden Stock, Bruselas, Bélgica | R.S.C. Anderlecht - Olympique de Lyon  | 0–1 | 1–3 | Champions League  |
| 16. | 25 de agosto de 2009     | Estadio Constant Vanden Stock, Bruselas, Bélgica | R.S.C. Anderlecht - Olympique de Lyon  | 0–2 | 1–3 | Champions League  |
| 17. | 25 de agosto de 2009     | Estadio Constant Vanden Stock, Bruselas, Bélgica | R.S.C. Anderlecht - Olympique de Lyon  | 0–3 | 1–3 | Champions League  |
| 18. | 4 de noviembre de 2009   | Estadio Gerland, Lyon, Francia                   | Olympique de Lyon - Liverpool          | 1–1 | 1–1 | Champions League  |
| 19. | 30 de marzo de 2010      | Estadio Gerland, Lyon, Francia                   | Olympique de Lyon - Girondins Bordeaux | 1–0 | 3–1 | Champions League  |
| 20. | 30 de marzo de 2010      | Estadio Gerland, Lyon, Francia                   | Olympique de Lyon - Girondins Bordeaux | 3–1 | 3–1 | Champions League  |
| 21. | 20 de octubre de 2010    | Estadio Gerland, Lyon, Francia                   | Olympique de Lyon - Benfica            | 2–0 | 2–0 | Champions League  |
| 22. | 7 de diciembre de 2010   | Estadio Gerland, Lyon, Francia                   | Olympique de Lyon - Hapoel Tel Aviv    | 1–0 | 2–2 | Champions League  |
| 23. | 7 de diciembre de 2011   | Estadio Maksimir, Zagreb, Croacia                | Dinamo Zagreb - Olympique de Lyon      | 1–5 | 1–7 | Champions League  |
| 24. | 20 de septiembre de 2012 | Estadio Gerland, Lyon, Francia                   | Olympique de Lyon - Sparta Praga       | 2–0 | 2–1 | Europa League     |
| 25. | 25 de octubre de 2012    | Estadio Gerland, Lyon, Francia                   | Olympique de Lyon - Athletic Bilbao    | 1–0 | 2–1 | Europa League     |
| 26. | 6 de mayo de 2015        | Estadio Raimundo Sampaio, Belo Horizonte, Brasil | Atlético Mineiro - Internacional       | 0-1 | 2–2 | Copa Libertadores |
| 27. | 13 de mayo de 2015       | Estadio Beira-Rio, Porto Alegre, Brasil          | Internacional - Atlético Mineiro       | 3–1 | 3–1 | Copa Libertadores |
| 28. | 22 de julio de 2015      | Estadio Universitario (UANL), Monterrey, México  | Tigres - Internacional                 | 3–1 | 3–1 | Copa Libertadores |
| 29. | 24 de febrero de 2016    | Estadio Presidente Perón, Avellaneda, Argentina  | Racing - Bolívar                       | 1–0 | 4–1 | Copa Libertadores |
| 30. | 17 de marzo de 2016      | Estadio Deportivo Cali, Palmira, Colombia        | Deportivo Cali - Racing                | 2–2 | 2-2 | Copa Libertadores |
| 31. | 7 de abril de 2016       | Estadio Presidente Perón, Avellaneda, Argentina  | Racing - Deportivo Cali                | 2–0 | 4-2 | Copa Libertadores |
| 32. | 14 de abril de 2016      | Estadio Raimundo Sampaio, Belo Horizonte, Brasil | Atlético Mineiro - Racing              | 1–1 | 2–1 | Copa Libertadores |
| 33. | 20 de abril de 2018      | Estadio Presidente Perón, Avellaneda, Argentina  | Racing - Vasco da Gama                 | 2-0 | 4–0 | Copa Libertadores |

## Palmarés

### Títulos regionales
| Título            | Equipo        | Región             | Año  |
| ----------------- | ------------- | ------------------ | ---- |
| Campeonato Gaúcho | Internacional | Río Grande del Sur | 2015 |

### Títulos nacionales
| Título                | Equipo             | País      | Año     |
| --------------------- | ------------------ | --------- | ------- |
| Primeira Liga         | FC Porto           | Portugal  | 2005-06 |
| Copa de Portugal      | FC Porto           | Portugal  | 2005-06 |
| Supercopa de Portugal | FC Porto           | Portugal  | 2006    |
| Primeira Liga         | FC Porto           | Portugal  | 2006-07 |
| Primeira Liga         | FC Porto           | Portugal  | 2007-08 |
| Primeira Liga         | FC Porto           | Portugal  | 2008-09 |
| Copa de Portugal      | FC Porto           | Portugal  | 2008-09 |
| Copa de Francia       | Olympique Lyonnais | Francia   | 2011/12 |
| Trofeo de Campeones   | Olympique Lyonnais | Francia   | 2012    |
| Primera División      | Racing Club        | Argentina | 2018/19 |
| Trofeo de Campeones   | Racing Club        | Argentina | 2019    |

### Distinciones individuales
| Distinción                                        | Año     |
| ------------------------------------------------- | ------- |
| Máximo goleador de la Primera División (12 goles) | A-2004  |
| Máximo goleador de la Primeira Liga (24 goles)    | 2007-08 |
| Mejor jugador de la Primeira Liga                 | 2007-08 |
| Mejor jugador de la Ligue 1                       | 2009-10 |
| Máximo goleador de la Copa de Francia (7 goles)   | 2011-12 |
| Máximo goleador de la Primera División (17 goles) | 2018-19 |
| Mejor delantero de la Primera División            | 2018-19 |
| Mejor jugador de la Primera División              | 2018-19 |
| Miembro del equipo ideal de la Primera División   | 2018-19 |